# Rio Bóbr
O Rio Bóbr é um rio que nasce na República Tcheca, entra no território da Polônia e desagua no rio Odra. Possui 272 km de comprimento, sendo 270 km na Polônia. Sua bacia hidrográfica possui 5876 km², sendo 5830 na Polônia.

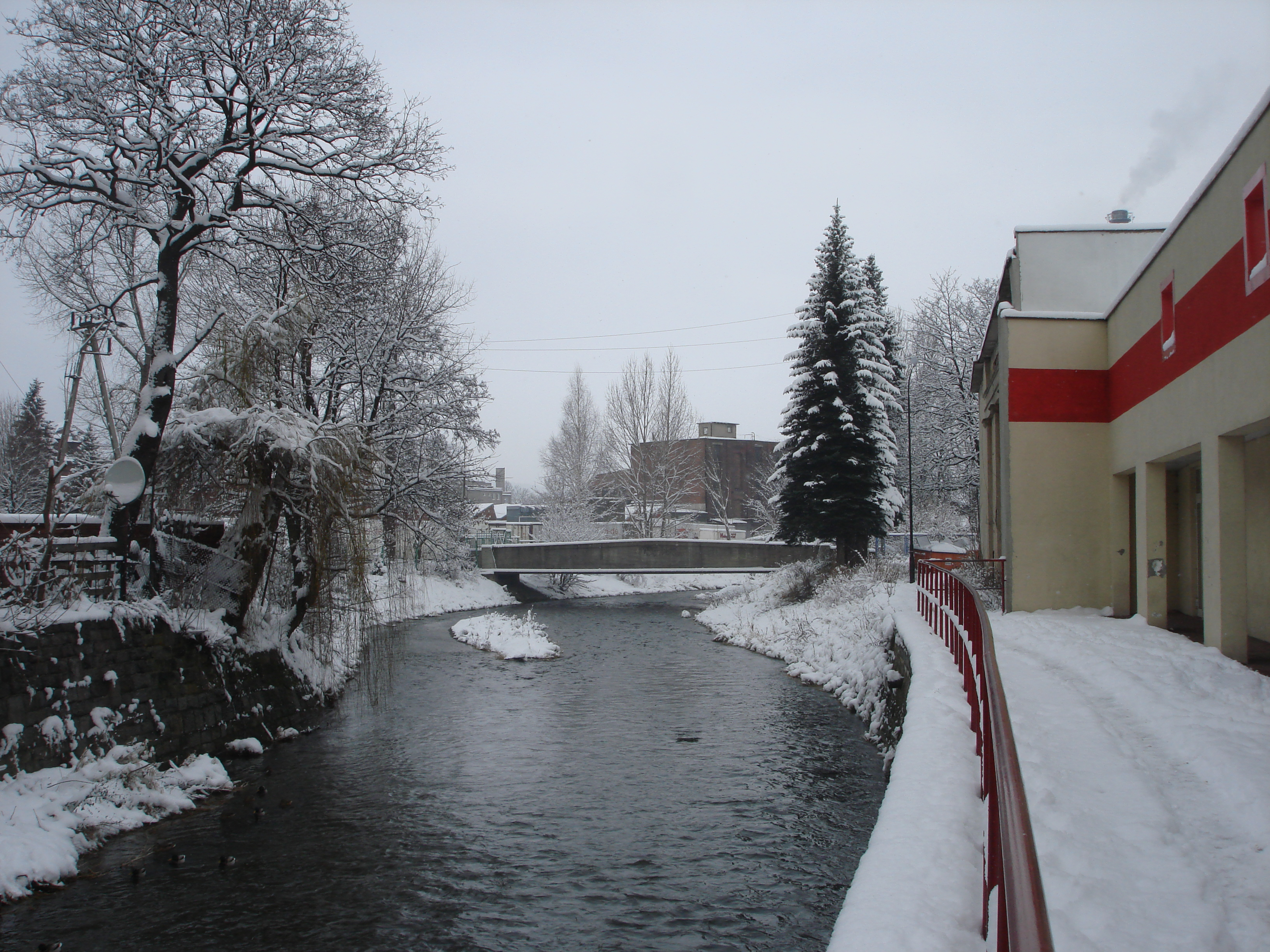
Bóbr a Kamienna Góra, Polónia